# Île Umak
L'île Umak (Uhmax en aléoute) se trouve dans un groupe de petites îles situées entre l'île d'Adak et l'île Atka dans l'archipel Andreanof des îles alétoutiennes en Alaska. Elle a été cartographiée par Mikhaïl Tebenkov en 1852.